# Summerjam
Le Summerjam est l'un des plus gros festival de reggae de toute l’Europe,, et également un des plus vieux. Il a lieu une fois par an tous les premiers week-end du mois de juillet, au bord du Fühlinger See, un lac près de Cologne en Allemagne. Il accueille entre 50 000  et   70 000 visiteurs chaque année. Deux scènes et deux tentes se situent sur une presqu'ile, alors qu'un grand camping, accessible uniquement avec la place du festival, se situe autour du lac dans la forêt.
Entre 1986 et 1993 le Summerjam a eu lieu à Lorelei, en 1994 et 1995 sur l'aéroport Wildenrath et depuis 1996 à Cologne. Depuis la création du festival, de nombreux artistes majeurs du reggae ont honoré le Summerjam de leur présence comme Alpha Blondy, Black Uhuru, Dennis Brown, Jimmy Cliff, Third World, Steel Pulse, Aswad, Freddie McGregor, Sly and Robbie, Burning Spear, Linton Kwesi Johnson, The Abyssinians, Culture, Misty in Roots, Israel Vibration, Lee Scratch Perry, Lucky Dube, Tony Rebel, Maxi Priest, Bunny Wailer, Shaggy, Dub Incorporation, Beenie Man, Sizzla, Sean Paul, Groundation, Johnny Osbourne, Tryo, Danakil